# Sebastjan Spahiu
Sebastjan Spahiu (Mouscron, 30 de octubre de 1999) es un futbolista belga, nacionaliado albanés, que juega en la demarcación de centrocampista para el Mes Rafsanjan FC de la Iran Pro League.

## Selección nacional
Tras jugar con las categorías inferiores de la selección, finalmente el 10 de septiembre de 2024 hizo su debut con la selección de Albania en un partido de la Liga de Naciones de la UEFA 2024-25 contra Georgia que finalizó con un resultado de 0-1 a favor del combinado georgiano tras el gol de Giorgi Kochorashvili.

## Clubes
| Club                 | País    | Año       | Partidos | Goles |
| -------------------- | ------- | --------- | -------- | ----- |
| Royal Excel Mouscron | Bélgica | 2017-2020 | 13       | 1     |
| CD Guijuelo          | España  | 2020-2021 | 3        | 0     |
| CD Izarra            | España  | 2021      | 5        | 0     |
| KF Laçi              | Albania | 2021-2023 | 58       | 3     |
| KF Egnatia           | Albania | 2023-2024 | 39       | 4     |
| Mes Rafsanjan FC     | Irán    | 2024-     | 19       | 0     |